# Златарица
Вижте пояснителната страница за други значения на Златарица.
Злата̀рица е град в Северна България, област Велико Търново, административен център на община Златарица.

## География
Град Златарица се намира на около 22 km изток-югоизточно от областния център град Велико Търново, на 12 km северно от град Елена и на около 50 km изток-североизточно от град Габрово. Разположен е в Средния Предбалкан, покрай двата бряга на течащата от юг на север през града Златаришка река, която е десен приток на течащата западно от града река Веселина от поречието на река Янтра. От изток, юг и запад градът е ограден от хълмовете Чуката, Райчевото, Кандиловец и Могилата. Ридът Кандиловец (с надморска височина на едноименния връх 438,8 m) е изтеглен от южния край на града в посока североизток по протежение на около 4 km до село Росно. Надморската височина в центъра на Златарица при сградата на общината е около 107 m, около реката се променя от около 115 m на юг до около 90 m на север, а в южната половина на града нараства на изток и на запад от реката до около 150 – 160 m. Климатът е умереноконтинентален; почвите са наносни планосоли и наносни почви.
През Златарица минава третокласният републикански път III-4004, водещ на север през селата Горско Ново село и Джулюница до връзка с първокласния републикански път I-4, а на юг се свързва с второкласния републикански път II-53. Общински път се отклонява от третокласния в южния край на Златарица на изток и през селата Равново, Дедина, Разсоха и Дайновци прави връзка в село Беброво с републикански път II-53. Третокласният републикански път III-5301 води от Златарица на запад до връзка в село Мерданя с републикански път II-53 и по него на запад – към град Велико Търново.
В землището на Златарица има два язовира: Кандиловец и Влашки дол.
Населението на град Златарица, наброявало 4242 души при преброяването към 1934 г. и 4289 към 1946 г., намалява постепенно до 1944 (по служебен документ на НСИ от 31.12.2023 г.) към 2023 г.
Етническият състав на населението по численост и дял на етническите групи според преброяването през 2011 г. е:
| Етнически групи     | Численост | Дял (в %) |
| Общо                | 2170      | 100,00    |
| Българи             | 1654      | 76,22     |
| Турци               | 49        | 2,25      |
| Цигани              | 73        | 3,36      |
| Други               | 46        | 2,11      |
| Не се самоопределят | 25        | 1,15      |
| Неотговорили        | 323       | 14,88     |

## История
Близо до град Златарица са открити три селищни могили, възникнали през средния неолит и продължили съществуването си през ранния и средния халколит. В тях са намерени дребни оръдия на труда.
Селището възниква през Късното средновековие от преселници рудари от Чипровци, които добиват злато от златоносния пясък на близките реки (оттам идва името на селището). В османотурските документи то се споменава от 1430 г.
В околностите на Златарица са намерени големи колективни монетни находки, датирани от времето на управление на византийските императори Йоан I Цимисхи до Исак II Ангел. Сред монетите се срещат и фалшификати, местна имитация. През 1923 г. край Златарица е открито съкровище от 400 монети на Мануил I Комнин, Исак II Ангел и Андроник I Комнин, изработени от електро̀н.
По времето на султан Мехмед IV (1648 – 1687) землището на Златарица е вакъф на султанската майка (валиде ханъм), приходите от които са предназначени за издръжката на свещената джамия и училището в Юскюдар.
От 17 септември 1974 г. дотогавашното село Златарица е признато за град, а с Указ № 2295 от 22.12.1978 г. За определяне седалищата и състава на общините в Народна република България, градът става център на община в тогавашния Великотърновски окръг. Съгласно текст в указа, в състава на Златаришката община се включват: гр. Златарица и селата (с.) и махалите (м.): м. Горна Хаджийска, м. Горно Шивачево, м. Горско Писарево, с. Дедина, с. Дединци, с. Долно Шивачево, м. Дуровци, с. Дълги припек, с. Калайджии, м. Новогорци, м. Овощна, с. Равново, с. Разсоха, с. Резач, м. Рекичка, с. Родина, с. Росно, с. Средно село, м. Чистово, м. Чуката, с. Горско ново село, с. Сливовица, с. Чешма, м. Делова махала.
Църквата в Златарица – неизвестно кога точно построена, е била разширена през 1841 г. (направено е женско отделение). През 1885 г. е изградена нова каменна църква. В Държавния архив се съхраняват летописни книги (Кондика) на църквата от периода 1857 – 1959 г.
Градинарско дружество „Градина“ е основано през 1859 г., като има и задачата да подпомага културно-просветното и образователното дело.
Училището до 1860 г. е килийно в стара сграда в черковния двор. От 1860 г. – в построена за него нова сграда, училището става класно (основно) – до ІІІ (VII) клас. През учебната 1981 – 1982 г. се образува Единно средно политехническо училище „Кирил и Методий“ с ученици от І до Х клас.
Първоначално училище „Отец Паисий“ съществува в Златарица от септември 1934 г. до откриването през учебната 1945 – 1946 г. на негово място на Непълна смесена гимназия (закрита през учебната 1967 – 1968 г.), а учениците от него се прехвърлят в Основно училище „Св. Св. Кирил и Методий“.
Читалище „Развитие“ в Златарица е основано през 1885 г. по инициатива на архимандрит Владимир Вениаминов с цел да способства за умствено и нравствено развитие на населението и за събуждане на обществения живот във всичките му прояви.
Кредитна кооперация „Солидарност“ е основана в Златарица през 1908 г. През 1934 г. управителния съвет на популярната банка и кредитна кооперация вземат решение да се изкупят стопанските предприятия на бившата кооперация „Съгласие“ в село Златарица, която е основана в 1908 г. с потребителско предназначение. През 1942 г. се взема решение за сливането на популярната банка с кредитната кооперация под фирма на Златаришка популярна банка.
Популярна банка е основана в Златарица на 12 август 1928 г. От април 1942 г. поема активите и пасивите на кредитна кооперация „Солидарност“ – Златарица. През 1948 г. се преименува на всестранна кооперация „Подем“ – Златарица.
Селски общински народен съвет – село Златарица съществува от 1944 г. В началото на 1959 г. към него преминават като пълномощничества селата Дединци и Родина. С обявяването през 1974 г. на село Златарица за град и общинският съвет става градски общински народен съвет.
Трудово кооперативно земеделско стопанство (ТКЗС) в Златарица е учредено през октомври 1948 г. През следващите години стопанството преминава през няколко организационни промени, през 1992 г. под формата на Земеделска кооперация - Златарица е обявено в ликвидация, а през 1995 г. е прекратено.
Железопътна линия, свързваща го с Лясковец и Горна Оряховица, градът има през периода 1949 – 2003 г.; участъкът Златарица – Елена е построен през 1974 г. През 2002 г. движението на пътнически влакове по линията е преустановено със заповед на Правителството; линията е закрита като нерентабилна с постановление на Министерския съвет през 2003 г.
Завод „23-ти септември“ в Златарица е създаден през 1971 г. на базата на Промкомбинат – Златарица с предмет на дейност: производство на стоманени отливки чрез прецизно леене и съпътстващо производство на стоки за населението и битови услуги. След няколко организационни промени, през 1997 г. под формата на „Столеком“ ЕООД става предмет на приватизация чрез инвестиционни бонове.
Средното професионално техническо училище (СПТУ) по механизация на селското стопанство (Професионална гимназия по механизация на селското стопанство) е открито през 1956 г. като Машинно-тракторно училище с 2-годишен курс на обучение. През 1967 г. прераства в СПТУ по механизация на селското стопанство със специалности: тракторист-комбайнери и електромонтьори.

## Обществени институции
В град Златарица към 2024 г. функционира общинска администрация – Златарица.
В град Златарица към 2024 г. има действащи:
- читалище „Развитие – 1885“[29][30] с два салона и библиотека;
- общинско Средно училище „Св. св. Кирил и Методий“;[31]
- общинска Професионална гимназия по механизация на селското стопанство „Никола Златарски“;[31]
- православна църква „Свети Николай“;[32]
- Целодневна детска градина „Славейче“;[33]
- пощенска станция;[34]
- клуб на пенсионера „Будители“.[35]

## Политика
Кметове на Златарица от 1989 г. са:
| Име             | Период      | Партии / коалиции                                        | Забележки    |
| --------------- | ----------- | -------------------------------------------------------- | ------------ |
| Минко Дживдеров | 1989 – 1991 | БКП/БСП                                                  |              |
| Минко Дживдеров | 1991 – 1993 | БСП                                                      |              |
| Петьо Русев     | 1993 – 1995 | БСП                                                      |              |
| Никола Радев    | 1995 – 1999 |                                                          |              |
| Петьо Русев     | 1999 – 2003 | Коалиция на гражданите за гражданска местна власт „Ясно“ |              |
| Стефан Добрев   | 2003 – 2007 | БЗНС-НС                                                  |              |
| Пенчо Чанев     | 2007 – 2011 | ВМРО-БНД и СДС                                           |              |
| Пенчо Чанев     | 2011 – 2019 | ВМРО-БНД                                                 | 2 и 3 мандат |
| Михаил Ганев    | 2019 – 2023 | БСП за България                                          |              |
| Петър Ганев     | 2023 –      | БСП за България                                          |              |

## Транспорт
Редовни автобусни линии се поддържат по направления Велико Търново, Горна Оряховица, Елена и населените места в общината.

## Спорт
В град Златарица са развивани разни спортове, като футбол, борба, хандбал, тенис на маса, лека атлетика и други. Съществуващата спортна база е остаряла и амортизирана.
В Златарица има футболен клуб „Ботев 1921“, който през 2024 г. (след около 10-годишна пауза) играе в ОФГ Велико Търново; ползва стадион „23-ти септември“.
През 1980-те години градът има и отбор по мотобол.

## Забележителности
В Златарица има Исторически музей (в старата училищна сграда от 1860 г., бившето класно училище); етнографска експозиция.
Църквата „Свети Никола“ (1884), старата училищна сграда в двора ѝ и около 100 възрожденски къщи са обявени за архитектурни паметници.
В училище „Св. св. Кирил и Методий“ има Музей на етносите с изложени сечива, оръдия на труда, носии и други характерни предмети за етносите в общината – българи, цигани, власи и турци.

## Редовни събития
- 9 май – празник на града от 1997 г. и храмов празник на църква „Св. Николай“
- 11 май – празник на СОУ „Св. св. Кирил и Методий“
- 24 май – събор на града
- 3 септември – Ден на градинарската чорба

## Личности
Родени в Златарица:
- Стефан Брезински (1932 – 2018), езиковед и журналист;
- Стефан Василев (р. 1955), генерал-лейтенант;
- Михаил Ганев, борец, световен шампион за юноши и за мъже по свободна борба, „почетен гражданин“ на града;
- Никола Златарски (1823 – 1875), български просветен деец;
- Никола Матев (р. 1911), политик;
- Иван Мешеков, литературен критик;
- Светлозар Савов, състезател по смесени бойни изкуства (ММА)
- Стефан Самсиев (1932 – 2009), актьор, ръководил театър „К. Кисимов“ (В. Търново) 15 години (15.08.1976 – 01.09.1991);
- Димитър Стоянков (бай Митьо), народен лечител, посмъртно удостоен със званието „почетен гражданин“ на града;[41][42]
- Стефан Чакъров, футболист.

## Галерия
- Златаришка река
- Историческият музей
- Църквата „Св. Николай“